# Peter Kelly (Richter)
Peter Thomas Kelly (* 17. Juni 1950 in Artane, Dublin, Irland) ist ein früherer irischer Richter und vormaliger Rechtsanwalt. Er war Richter am Court of Appeal, Präsident des High Courts und damit ex officio Richter am Supreme Court der Republik Irland.

## Leben
Kelly studierte am University College Dublin. Nach dem rechtswissenschaftlichen Studium absolvierte er die Ausbildung am King’s Inns, nach der er 1973 zur Rechtsanwaltschaft (als Barrister) zugelassen wurde. 1981 erfolgte die Zulassung als Rechtsanwalt in England und Wales, 1983 in Nordirland. Ab 1986 war er Senior Counsel.
1996 wurde Kelly Richter am High Court, 2011 Präsident der irischen Richtervereinigung. Bei der Einrichtung des Court of Appeal 2014 gehörte er zu dessen Richtern der ersten Stunde. Im Dezember 2015 wurde er aber bereits zum Präsidenten des High Courts ernannt und dadurch auch ex officio Mitglied des Supreme Courts. Während einer krankheitsbedingten Abwesenheit von Seán Ryan vertrat er diesen zeitweilig 2016 als Präsidenten des Court of Appeal. 2020 erreichte er die festgelegte Altersgrenze und trat in den Ruhestand.
Er ist Lehrbeauftragter an der Maynooth University.